# Bataan (film, 1943)
Pour les articles homonymes, voir Bataan (homonymie).
Bataan est un film américain réalisé par Tay Garnett, sorti en 1943, traitant de la bataille de Bataan survenue l'année précédente.

## Synopsis
En 1942, l'armée américaine des Philippines est en pleine déroute face aux importantes forces d'invasion japonaises. Seize soldats américains sont perdus dans la jungle de Bataan. Ils viennent de se battre héroïquement, pendant plusieurs jours contre les Japonais. Mais, à court de vivres et de munitions, ils ont dû abandonner le terrain à l'ennemi. Malheureusement, la seule voie de retraite possible est l'épaisse jungle qui recouvre les îles de l'archipel philippin. Fatigués, blessés, presque désarmés, les Marines en retraite doivent maintenant lutter contre un ennemi plus sournois encore : la démoralisation et la malaria, favorisée par des conditions d'hygiène précaires. Tout en tentant de contenir l'avance de leurs adversaires, les hommes de l'oncle Sam essayent d'échapper au piège qui semble se refermer irrésistiblement sur eux.

## Fiche technique
- Titre original : Bataan
- Réalisateur : Tay Garnett
- Scénario : Robert D. Andrews
- Distribution : Metro Goldwyn Mayer
- Production : Irving Star
- Photographie : Sidney Wagner
- Décors : Edwin B. Willis
- Montage : Warren Newcombe et George White
- Effets spéciaux : Arnold Gillespie
- Musique : Bronislau Kaper et Eric Zeisl (non crédité)
- Direction artistique : Cedric Gibbons
- Pays de production :  États-Unis
- Genre : Guerre
- Durée : 114 minutes
- Noir et blanc ou colorisé
- Sortie : 3 juin 1943
- Source : VHS

## Distribution
- Robert Taylor : Sergent Bill Dane
- George Murphy : Lieutenant Steve Bentley
- Thomas Mitchell : Caporal Jake Feingold
- Lloyd Nolan : Caporal Barney Todd
- Lee Bowman : Capitaine Henry Lassiter
- Robert Walker : Leonard Purckett
- Desi Arnaz : Felix Ramirez
- Barry Nelson : F. X. Matowski
- Phillip Terry : Matthew Hardy
- Roque Espiritu : Catizbay
- Tom Dugan : Sam Malloy